# Faraone arcaico in avorio (EA37996)
La statuetta di un faraone arcaico (EA37996), in avorio, rappresenta un anonimo faraone della I o II dinastia egizia; è stata rinvenuta fra le rovine del Grande Tempio di Osiride ad Abido (oggetto di numerose ricostruzioni tra le I e la XVI dinastia egizia) e dal 1903 fa parte delle collezioni del British Museum di Londra. 
Privo della solita barba posticcia ma recante la corona bianca hedjet dell'Alto Egitto (che sembra piegare col suo peso le grandi orecchie del re) e un corto abito rigido, il sovrano dimostra segni inconsueti dell'età avanzata: le spalle ricadono verso il basso, il collo si protende in avanti e il mento appuntito sembra abbassarsi (quest'ultima caratteristica è stata esagerata dall'erosione del tempo). L'abito indossato dal faraone è quello cerimoniale proprio del giubileo Heb-Sed, celebrato regolarmente a partire dal trentesimo anniversario dell'incoronazione e finalizzato a "ringiovanire" magicamente il re; le sue origini risalgono alla I dinastia egizia. Si tratta di un indumento molto comune alla rappresentazioni di tale cerimonia, anche se questo dimostra, rispetto agli altri, una particolare pesantezza, oltre alla decorazione a losanghe; un lembo dal bordo smerlato si abbassa su ciascuna spalla, il che è inusuale (oltreché difficile da vedere, a causa del pessimo stato della superficie del reperto): è stato suggerito che possa trattarsi di zampe di animali, d'altronde molto strane per questo genere di abito, le cui pieghe sostengono le braccia del soggetto all'altezza del ventre.
La statuaria regale in avorio era comune già durante il Periodo Predinastico dell'Egitto, benché stilizzata: i tratti di forte realismo di questa statuetta sono piuttosto originali, comparabili a una statuetta di re Den della I dinastia, che regnò per più di quarant'anni a partire dal 2970 a.C.